# Загребачке пунктације
Загребачке пунктације, пун назив Резолуција Сељачко-демократске коалиције, резолуција је објављена 7. новембра 1932. у Краљевини Југославији, која је осудила наводну српску хегемонију у тој земљи и позвала на повратак на политички живот од прије 1918. године.
Документ је објављен након проглашења Шестојануарске диктатуре краља Александра Карађорђевића која је резултирала новом административном подјелом и новим уставом. Резолуција је имала подршку Сељачко-демократске коалиције и Странке права. Недуго након објаве јавило се још пар докумената са сличним циљем, то су Новосадска резолуција, Сарајевске пунктације (Југословенска муслиманска организација) и Љубљанске пунктације (Словеначка народна странка). Лидер Хрватске сељачке странке Влатко Мачек је био у притвору три године, као директна посљедњица резолуције.

## Историја
И поред Закона о заштити државе којим су забрањене старе политичке партије које су засноване на верском, племенском или покрајинском начелу, Сељачко-демократска коалиције је наставила деловати. До усвајања резолуције Анте Трумбића познате као „Загребачке пунктације” или „Пунктације Сељачко-демократске коалиције” дошло је на састанку вођства коалиције у Загребу 7. новембра 1932. године, у време када је на челу државе била прва влада Милана Сршкића. Пунктације су наводно биле директиве за даљи политички рад међу бирачима, али су постале својеврсни програм опозиције против владе. Коалиција је изјавила да сматра народ искључивим извором сваког политичког ауторитета. Сељаштво, које чини велику већину народа, треба бити темељ власти. Пунктације су уперене против наводне „српске хегемоније” над Хрватском, због чега се тражи повратак на 1918. годину као на исходичну тачку (види: Хрватско питање). Пунктацијама је коалиција осудила централистичку политику и „назови-уставни режим”. Иако најзначајније, Загребачке пунктације нису биле једини документ те врсте донет у годинама након Октроисаног устава. Нешто раније донете су „Словенске пунктације” од стране Словенске људске странке. Њима се предлаже реорганизације Краљевине Југославије по федералистичком принципу. У тој државу посебна државноправна област била би Словенија.
Загребачке пунктације имале су снажан политички одјек. Оне су ударале на основе државе политике. Владу су подстакле на оштар иступ против опозиције. Опозиција реагује углавном у иностранству. Усташтво се почиње испољавати управо тих година. На прослави државног празника, 1. децембра, на три места у Загребу постављене су бомбе. Сршкићева влада одговара прогонима сумњиваца.